# Église de la Nativité-de-la-Sainte-Vierge de Dizy-le-Gros
L'église de la Nativité-de-la-Sainte-Vierge de Dizy-le-Gros est une église située à Dizy-le-Gros, en France.

## Localisation
L'église est située sur la commune de Dizy-le-Gros, dans le département de l'Aisne.

## Historique
L'abbé du monastère de Cuissy avait le patronage de la cure (possibilité de présenter à l'évêque, pour qu'il l'ordonne, le desservant d'une église) de Dizy et y recevait la dîme. En 1768, les revenus de cette cure s'élevaient à 375 livres.